# Игл Бјут (Јужна Дакота)
Игл Бјут (енгл. Eagle Butte) град је у америчкој савезној држави Јужна Дакота.

## Демографија
По попису из 2010. године број становника је 1.318, што је 699 (112,9%) становника више него 2000. године.
| Група             | 2000.       | 2010.     |
| Белци             | 113 (18,3%) | 87 (6,6%) |
| Афроамериканци    | 0 (0,0%)    | 4 (0,3%)  |
| Азијати           | 0 (0,0%)    | 2 (0,2%)  |
| Хиспаноамериканци | 8 (1,3%)    | 57 (4,3%) |
| Укупно            | 619         | 1.318     |